# Society of Exploration Geophysicists
Society of Exploration Geophysicists (или SEG) је непрофитна организација која се бави промовисањем геофизике и едукацијом геофизичара. Друштво подстиче експертску и етичку праксу из геофизике, у оквиру истраживања и развијања природних ресурса, блиско површинских истраживања, и ублажавања природних хазарда. Почетком 2008. године, ово удружење имало је око 28 хиљада чланова из 130 земаља света. 
Удружење је основано 1930. године у Хјустону, држава Тексас, али су његове канцеларије, средином четрдесетих година двадесетог века, пребачене у Тулсу, држава Оклахома. Највећи број чланова СЕГ-а се бави истраживањима лежишта нафте и гаса, али се такође и велики број чланова бави применом геофизичких метода у истраживању минералних лежишта, као и инжењерским проблемима, археологијом и сл. Ово удружење издаје два часописа: The Leading Edge, месечни стручни часопис, и Geophysics, стручни часопис, који се у последњих педесет година сматра једним од најбољих часописа који третира проблеме инжењерске геофизике. 